# Awake (Dream Theater-album)
Awake er det tredje studiealbum udgivet af det amerikanske progressive metal-band, Dream Theater. Det blev udgivet i 1994 af pladeselskabet East West Records, og indspillet i Los Angeles. Under indspilninger forlod keyboardisten Kevin Moore bandet, og blev efterfølgende erstattet af Derek Sherinian.
Der blev udgivet tre singler fra albummet: "Lie", "Caught In A Web" og "Silent Man", men ingen af dem fik lige så bred succes som stor-hittet fra "Images And Words": "Pull Me Under". 

## Numre
| #   | Titel                                                         | Tekst                       | Længde |
| --- | ------------------------------------------------------------- | --------------------------- | ------ |
| 1.  | "6:00"                                                        | Kevin Moore                 | 5:31   |
| 2.  | "Caught in a Web"                                             | James LaBrie, John Petrucci | 5:28   |
| 3.  | "Innocence Faded"                                             | John Petrucci               | 5:43   |
| 4.  | "A Mind Beside Itself: I. Erotomania"                         | (instrumental)              | 6:45   |
| 5.  | "A Mind Beside Itself: II. Voices"                            | John Petrucci               | 9:53   |
| 6.  | "A Mind Beside Itself: III. The Silent Man" (Music: Petrucci) | John Petrucci               | 3:48   |
| 7.  | "The Mirror"                                                  | Mike Portnoy                | 6:45   |
| 8.  | "Lie"                                                         | Kevin Moore                 | 6:34   |
| 9.  | "Lifting Shadows Off a Dream"                                 | John Myung                  |        |
| 10. | "Scarred"                                                     | John Petrucci               |        |
| 11. | "Space-Dye Vest" (Music: Kevin Moore)                         | Kevin Moore                 | 7:29   |

## Medlemmer
- James LaBrie – vokalist
- John Petrucci – guitarist
- Kevin Moore – keyboard og vokal på "Space-Dye Vest"
- John Myung – bassist
- Mike Portnoy – trommer og baggrundsvokal på "The Mirror"